# Рудівська волость
Рудівська волость — адміністративно-територіальна одиниця Прилуцького повіту Полтавської губернії з центром у селі Рудівка.
Станом на 1885 рік — складалася з 16 поселень, 34 сільських громад. Населення 8366 особи (4097 чоловічої статі та 4269 — жіночої), 1409 дворове господарство.
|                     | Площа, десятин | У тому числі орної, десятин |
| ------------------- | -------------- | --------------------------- |
| Сільських громад    | 4840           | 4211                        |
| Приватної власності | 12388          | 6825                        |
| Іншої власності     | 140            | 111                         |
| Загалом             | 17368          | 11147                       |

Основні поселення волості:
- Рудівка — колишнє власницьке село за 18 верст від повітового міста, 2575 осіб, 466 дворів, православна церква, лікарня, земська станція, 7 постоялих будинків, 3 лавки, 2 кузні, 24 вітряних млини, 2 маслобійних заводи.
- Заїзд — колишнє власницьке село, 1411 осіб, 231 двір, православна церква, постоялий будинок, кузня, 26 вітряних млини, 5 маслобійних заводів.
- Канівщина — колишнє власницьке село, 1406 осіб, 246 дворів, православна церква, постоялий будинок, 2 лавки, кузня, 51 вітряний млин, 5 маслобійних заводів.
- Нетяжино — колишнє власницьке село, 500 осіб, 60 дворів, 6 вітряних млинів.
- Пологи — колишнє власницьке село, 578 осіб, 92 двори, постоялий будинок, кузня, 12 вітряних млинів, 2 маслобійних заводи.
- Тернівщина (Коставшощина) — колишнє власницьке село, 1228 осіб, 192 двори, постоялий будинок, 2 лавки, кузня, 30 вітряних млинів, 2 маслобійних, цегельний, винокурний і вівчарний заводи.